# JetLite
JetLite (mã IATA = S2, mã ICAO = RSH, tên cũ là Air Sahara, là hãng hàng không tư của Ấn Độ, trụ sở ở New Delhi. JetLite có các tuyến bay quốc nội giữa các thành phố lớn và một số tuyến bay nước ngoài. Hãng có căn cứ chính tại Sân bay quốc tế Indira Gandhi (New Delhi) và các căn cứ khác ở Sân bay quốc tế Rajiv Gandhi (Hyderabad), Sân bay quốc tế Chhatrapati Shivaji (Mumbai). Các sân bay tiêu điểm của hãng là Sân bay quốc tế Chennai (Chennai), Sân bay quốc tế Sardar Vallabhbhai Patel (Ahmedabad) và Sân bay quốc tế Netaji Subhash Chandra Bose (Kolkata) 

## Lịch sử
JetLite có tên ban đầu là Sahara Airlines, được Tập đoàn kinh doanh "Sahara India Pariwar" thành lập ngày 20.8.1991 với 2 máy bay Boeing 737-200 hoạt động chủ yếu ở miền bắc Ấn Độ, sau đó dần dần mở rộng ra toàn quốc. Ngày 2.10.2000 hãng đổi tên thành Air Sahara và ngày 22.3.2004 mở tuyến bay quốc tế đầu tiên từ Chennai đi Colombo (Sri Lanka). Ngày 20.4.2007 Jet Airways mua Air Sahara với giá 1.450 crore (tức 14,5 tỷ) rupee (tương đương 340 triệu USD) và đổi tên thành JetLite. Việc mua Air Sahara mang lại cho Jet Airways thị phần quốc nội khoảng 32%.

## Các nơi đến
Các nơi đến của JetLite từ tháng 4/2008
Quốc nội
- Ahmedabad
- Amritsar
- Bengalore
- Bhopal
- Bhubaneshwar
- Chandigarh
- Chennai
- Coimbatore
- Delhi
- Dibrugarh
- Goa
- Guwahati
- Hyderabad
- Indore
- Jammu
- Kochi
- Kolkata
- Lucknow
- Mumbai
- Nagpur
- Patna
- Port Blair
- Pune
- Srinagar
- Visakhapatnam

Quốc tế
JetLite cũng tập trung vào việc mở rộng các tuyến bay quốc tế

- Thái Lan

- Bangkok

- Sri Lanka

- Colombo

- Pakistan

- Islamabad (2008)
- Karachi (2008)

- Nepal

- Kathmandu

- Các Tiểu vương quốc Ả rập Thống nhất

- Sharjah (tháng 6/2008)

## Đội máy bay
Đội máy bay của JetLite (ngày 28.5.2008)
- 2 Boeing 737-300
- 2 Boeing 737-400
- 7 Boeing 737-700
- 7 Boeing 737-800 (+ 10 orders)
- 7 Bombardier CRJ200

JetLite cũng có các trực thăng bay thuê:
- 3 Eurocopter Ecureuil
- 1 Eurocopter Dauphin